# فؤاد الحارثي
فؤاد الحارثي (مواليد 30 يوليو 1988) هو لاعب كرة قدم سعودي يلعب حالياً في نادي الشعيب.
كانت بداياته في نادي المجزل ولعب بعدها في أندية الشعلة والكوكب و عاد بعدها إلى نادي المجزل وبعده لعب مع نادي الوشم ونادي الخلود ونادي المزاحمية.